# 제38회 미국 작가 조합상
제38회 미국 작가 조합상은 1985년 뛰어난 활동을 보인 영화 작가를 기리기 위해 1986년 3월에 열린 시상식이다. [서부]LA, 비벌리 힐튼 호텔/[동부]뉴욕, 헌터컬리지에서 개최되었다.

## 수상 및 후보

### 각본상
- 위트니스 - 얼 W. 월리스 수상

### 각색상
- 프리찌스 오너 - Richard Condon 수상

### 월계수상
- 왈도 설트 수상

### 발렌타인 데이비스 상
- 로널드 오스틴 수상

### 모건 콕스 상
- Arthur E. Orloff 수상